# バース・アンド・ノース・イースト・サマセット
バース・アンド・ノース・イースト・サマセット（英語: Bath and North East Somerset）は、イングランド西部、サマセットにある単一自治体である。人口は192,106人（2018年中期推計値）。その頭文字を取ったBANESやB&NESが略称として使用されている。この自治体の主要な地区には、「バース市街」として世界遺産に登録されているバースがある。1974年にカウンティとしてエイヴォンが創設された時、バースは同カウンティに属する都市であった。1996年にエイヴォンが廃止され、現在の形態であるバース・アンド・ノース・イースト・サマセット単一自治体が創設された。

## 歴史
単一自治体としては1996年に設立されたばかりであるが、古代ローマに起源を持つバースがあり、街自体の歴史は古い。